# Kalamassery
Kalamassery là một thành phố và khu đô thị của quận Ernakulam thuộc bang Kerala, Ấn Độ.

## Nhân khẩu
Theo điều tra dân số năm 2001 của Ấn Độ, Kalamassery có dân số 63.176 người. Phái nam chiếm 51% tổng số dân và phái nữ chiếm 49%. Kalamassery có tỷ lệ 84% biết đọc biết viết, cao hơn tỷ lệ trung bình toàn quốc là 59,5%: tỷ lệ cho phái nam là 87%, và tỷ lệ cho phái nữ là 82%. Tại Kalamassery, 10% dân số nhỏ hơn 6 tuổi.